# Герб Кеми
Герб города Кеми — административного центра Кемского района Республики Карелия Российской Федерации
Исторический герб города Кемь 1788 года используется как современный городской герб Кеми согласно Решению Кемского городского Совета № 3-11/91 от 28 октября 2003 года.
Герб подлежит внесению в Государственный геральдический регистр Российской Федерации.

## Описание герба
В верхней части герб Олонецкого наместничества; в нижней части "в голубом поле сделанный из жемчуга венок, в знак того, что из протекающих рек от Лапландских гор вынимается много раковин и из них довольно количество жемчугу.

## Обоснование символики и история герба

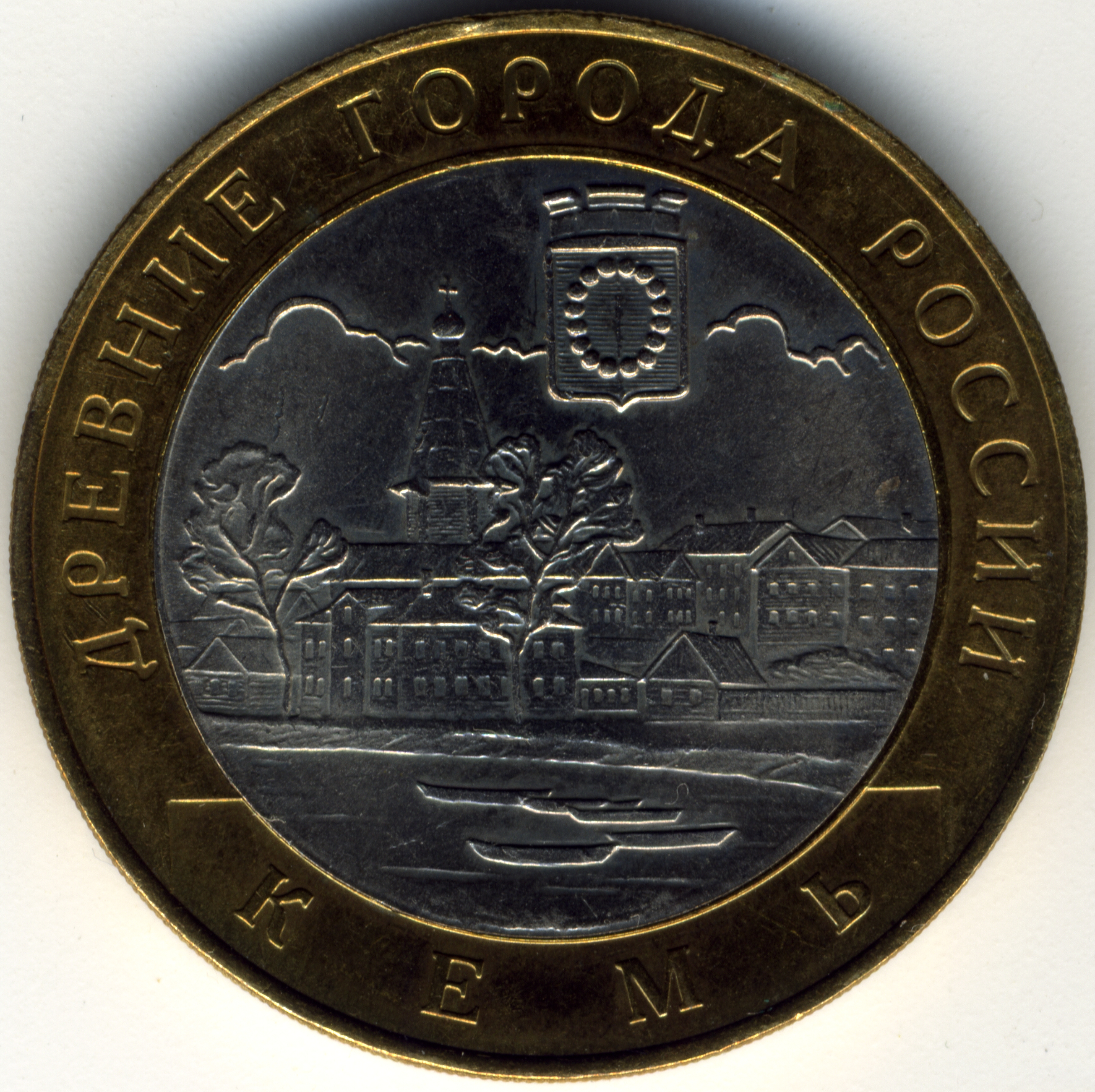
10 руб (2010) — памятная монета из серии Древние города России. Кемь.

В 1785 году Кемь стала уездным городом Олонецкого наместничества (в церемонии провозглашения Кеми городом принял участие олонецкий губернатор Г. Р. Державин).
Исторический герб города Кеми был Высочайше утверждён 4 октября 1788 года императрицей Екатериной II вместе с другими, вновь сочинёнными гербами городов Олонецкого наместничества. (ПСЗРИ, 1788, Закон № 16716).
Подлинное описание герба города Кеми гласило:

«Въ голубомъ полѣ сдѣланный изъ жемчугу вѣнокъ, въ знакъ того, что изъ протекающихъ рѣкъ отъ Лапландскихъ горъ вынимается много раковинъ и изъ нихъ довольное количество жемчугу».
В верхней части щита герб Олонецкого наместничества: «В золотом поле выходящая из облака рука, держащая голубой щит, а под рукою на цепях четыре яблока».
В 1799 Кемь была причислена к Архангельской губернии.
В 1859 году, в период геральдической реформы Кёне, был разработан проект нового герба уездного города Кеми (официально не утверждён):
«В лазоревом щите венок, составленный из серебряного жемчуга. В вольной части герб Архангельской губернии. Щит положен на золотые лежащие накрест молотки, соединённые Александровской лентой».
28 октября 2003 года Решением Кемского городского Совета № 3-11/91 «О гербе города Кеми», исторический герб Кеми 1788 года утверждён в качестве официального герба современного города Кеми.  

Герб Кемского района

22 сентября 2004 года Банком России была выпущена монета номиналом 10 рублей, из серии «Древние города России», на реверсе которой изображён, в том числе, герб Кеми.
Кемское городское поселение Республики Карелия, образованное в 2004 году, герба не имеет.
30 апреля 2013 года Решением Совета Кемского муниципального района № 32-2/301 был утверждён герб Кемского муниципального района.
Герб района имел следующее описание: «В лазоревом (синем, голубом) поле соприкасающиеся серебряные жемчужины, уложенные в два  кольца, одно внутри другого. Щит увенчан муниципальной короной установленного образца».
24 июня 2013 года Геральдический совет при Президенте Российской Федерации принял решение о включении герба муниципального образования «Кемский муниципальный район» Республики Карелия в государственный геральдический регистр РФ под регистрационным номером 8398 (Протокол № 67 от 24 июня 2013 года).
Решением Совета Кемского муниципального района № 32-2/301 от 30 апреля 2013 года было признано утратившим силу Решение Кемского городского Совета самоуправления от 28.10.2003  №3-11/91 «О гербе города Кеми», однако в Положении о гербе Кемского муниципального района от 30 апреля 2013 года не сказано, что герб района является гербом города или городского поселения.